# Municipis de Bèlgica

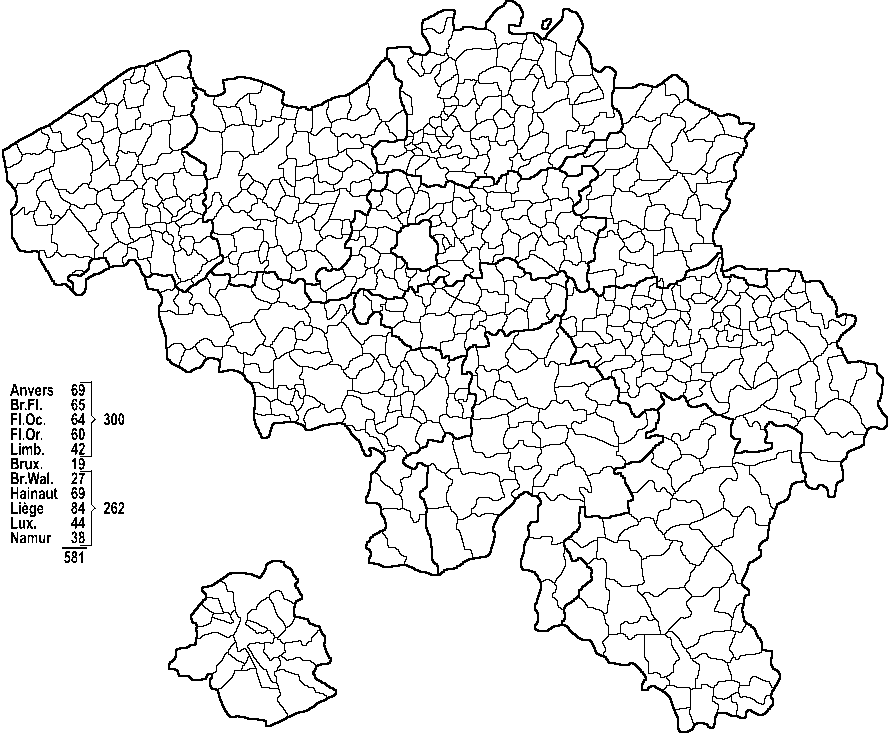
Municipis de Bèlgica

Aquesta llista dels municipis de Bèlgica, la més petita de les subdivisions de Bèlgica per ordre alfabètic dels noms oficials després de les darreres onades de fusió de municipis del 1983 i 2019. Els municipis són anomenats gemeente en neerlandès, commune en francès i Gemeinde en alemany.
El 1931, Bèlgica tenia 2739 municipis. Després de successives reorganitzacions administratives, aquest nombre es va reduir a 581 al final de 2018: 262 a Valònia, 300 a Flandes i 19 a Brussel·les.
Són organitzats segons la llei municipal de 1836 i la versió actualitzada del 1988. Un concepte clau és l'anomenada «autonomia municipal». Això no vol dir que els càrrecs electes municipals puguin fer-ho tot, sinó que tenen una àmplia autonomia en el marc de les competències que exerceixen, sota la supervisió de les autoritats superiors. Per la llei especial de 2001, l'organització i la supervisió dels poders locals (municipis i províncies) esdevé una competència quasi exclusiva de les regions.
En principi, l'administració de les regions és uniligüe, excepte la regió de Brussel·les, que és bilingüe. Uns municipis situats a la frontera lingüística poden atorgar «facilitats», dins certs límits, als habitants que parlen la llengua d'una altra regió.

## Llengua dels topònims
En la llista figura el topònim normalitzat en la llengua oficial de la regió, tal com és fixada per l'article 2 del Reial decret sobre l'ortografia dels noms dels municipis de 1988.
- Francès a Valònia (amb V darrere el nom);
- Neerlandès a Flandes (amb F darrere el nom);
- Neerlandés i francès per als municipis de la regió de Brussel·les-Capital, que tenen noms oficials en ambdues llengües (amb B darrere el nom);
- Alemany a la Comunitat Germanòfona (amb A darrere el nom).

Existeixen molts topònims en altres llengües. De vegades, només hi ha petites diferències ortogràfiques (com Schaerbeek en francès i Schaarbeek en neerlandès). En altres casos, les diferències són tan grans que un estranger no podria mai encertar que es tracta de la mateixa entitat: per exemple, el municipi flamenc de Zoutleeuw (Léau en francès) o el való de Waremme (Borgworm en neerlandès). Molts municipis tenen noms tradicionals en altres idiomes, que s'han afegit en cursiva.
Per als municipis que en el passat eren de parla valona o luxemburguesa (o bé mixta), s'hi troben els noms antics quan són coneguts.

## Municipis i ciutats
La reforma administrativa durant l'ocupació després de la Revolució Francesa va simplificar els multiples estatuts de feus, senyories, baronies, ciutats, pobles, parroquies i tutti quanti de l'antic règim. Pel principi de l'igualtat, només hi havia un únic estatut, el de municipi (commune), amb una certa jerarquia de municipis capital d'arrondissement o capital de departament, i la capital de París. Quan el territori del futur regne de Bèlgica feia part del Regne Unit dels Països Baixos, el rei Guillem I va decretar el 30 de maig de 1825 que els municipis que durant l'antic règim tenien drets de ciutat, van poder tornar a portar aquest títol honorífic. Amb el resultat que pobles, com ara Mesen o Durbuy, que tenien amb prou feines mil habitants són ciutats, i municipis com a Anderlecht amb més de cent-i-vint mil habitants, queden municipi.

## Canvis recents
L'1 de gener de 2019 uns municipis de Flandes van fusionar i crear set noves entitats:
1. Meeuwen-Gruitrode i Opglabbeek, nom nou: Oudsbergen
2. Neerpelt i Overpelt, nom nou: Pelt
3. Kruishoutem i Zingem, nom nou: Kruisem
4. Aalter i Knesselare, nom nou: Aalter
5. Deinze i Nevele, nom nou: Deinze
6. Puurs i Sint-Amands, nom nou: Puurs-Sint-Amands
7. Waarschoot, Lovendegem i Zomergem, nom nou: Lievegem

## Ús de la llista
Hi ha ben poques ciutats belgues que tinguin un nom català tradicional diferenciat de les formes oficials: Brussel·les, Bruges, Gant i Lieja, no n'hi ha gaires més. Tots els quals derivats de la forma francesa, tot i tractar-se la majoria de ciutats en territori de Flandes. Als països de parla catalana, certs topònims en neerlandès són més coneguts amb el nom francès. Ypres en comptes de Ieper n'és un exemple; o Anvers per Antwerpen. Les raons són mutatis mutandis les mateixes per les quals molts forasters coneixen Ibiza més que no Eivissa. Leuven i Ottignies-Louvain-la-Neuve són coneguts en català (i també en portuguès) amb el nom de Lovaina, derivat de la forma espanyola. De fet, aquesta ciutat té diferents noms tradicionals segons les diverses llengües, ja que la seva universitat era coneguda arreu d'Europa.
Aquesta llista comprèn tots els municipis actuals com a entrada major. Es demana afegir el nom dels antics municipis o altres entitats més petits sota el municipi al qual pertanyen actualment. Certs antics municipis van mantenir el codi postal.
Les entrades i la tipografia de la llista permeten de trobar els topònims en qualsevol llengua i de distingir el(s) nom(s) oficial(s), sigui quin sigui el nom conegut pel lector.

## A
- Aalst F (en francès Alost)
- Aalter F
  - Knesselare
- Aarlen V, vegeu Arlon
- Aarschot F
- Aat V, vegeu Ath
- Aartselaar F
- Affligem F
- Aiseau-Presles V (en való Åjhô-Préle)
- Alken F
- Alost F, vegeu Aalst
- Alveringem F
- Amay F (en való Ama)
- Amblève A, vegeu Amel
- Amel A (en francès Amblève)
  - Schoppen
- Andenne F (en való Andene)
- Anderlecht B
- Anderlues V
- Anhée V (en való Anhêye)
- Ans (en való Anse)
  - Waroux
- Anthisnes V (en való Antene)
- Antoing V
  - Fontenoy
- Antwerpen F (en francès i català Anvers, en castellà Amberes, en anglès Antwerp)
  - Berchem, Borgerhout,
- Anvers F, vegeu Antwerpen
- Anzegem F
  - Ingooigem
- Ardooie F
- Arendonk F
- Arlon V (en luxemburguès Arel, en való Årlon, en neerlandès Aarlen)
- As F
- Asse F
- Assenede F
  - Oosteeklo
- Assesse V
- Ath V (en való Ate, en neerlandès Aat)
- Attert V
- Aubange V (en luxemburguès Éibeng)
- Aubel V
- Audenarde F, vegeu Oudenaarde
- Auderghem B (en neerlandès Oudergem)
- Avelgem F
- Awans V (en való Awan)
- Aywaille V (en való Aiwêye)

## B
- Baarle-Hertog F
- Baelen V (a la província de Lieja)
- Baerle-Duc F, vegeu Baarle-Hertog
- Balen F (a la província d'Anvers)
- Bassenge V (en neerlandès  Bitsingen),
- Bastogne V (en való Bastogne, en neerlandès Bastenaken, en luxemburguès Baaschtnech)
- Beaumont W (en való Biômont)
- Beauraing V (en való Biarin)
- Beauvechain V (en való Bôvetchén, en neerlandès Bevekom)
- Beernem F
- Beerse F
- Beersel F
- Begijnendijk F
- Bekkevoort F
- Belœil F
- Berchem-Sainte-Agathe B (en neerlandès Sint-Agatha-Berchem)
- Bergen V, vegeu Mons
- Beringen F
  - Beverlo
- Berlaar F
- Berlare F
- Berloz F
- Bernissart V
  - Blaton
- Bertem F
- Bertogne V
- Bertrix V (en való Bietris)
- Bevekom V, vegeu Beauvechain
- Beveren F
- Bever F (en francès Biévène)
- Beyne-Heusay V (en való Binne-Heuzea)
- Bierbeek F
- Biévène vegeu Bever
- Bièvre V
- Bilzen F
- Binche V
- Blankenberge V
- Blegny V (en való Blegneye)
  - Barchon, Housse, Mortier, Sint-R'mey, Saive, Trembleur
- Bleyberg o Blieberg V, vegeu Plombières
- Bocholt F
- Boechout F
- Bonheiden F
- Boom F
- Boortmeerbeek F
- Bornem F
  - Wintam
- Borgloon F (en francès Looz, en való Lô)
- Borsbeek F
- Bouillon V (en való Bouyon)
- Bourg-Léopold F, vegeu Leopoldsburg
- Boussu V (en való Bossu)
- Boutersem F

- Braine-l'Alleud V (en neerlandès Eigenbrakel)
- Braine-le-Château V (en neerlandès Kasteelbrakel)
- Braine-le-Comte V (en neerlandès 's-Gravenbrakel)
  - Ronquières
- Braives V
- Brakel F
- Brasschaat F
- Brecht F
- Bredene F
- Bree F
- Brugelette V
- Bruges F, vegeu Brugge
- Brugge F (en francès i català Bruges, en castellà Brujas)
  - Assebroek, Dudzele, Koolkerke, Lissewege, Sint-Andries, Sint-Kruis, Sint-Michiels, Sint-Pieters-op-de-Dijk, Zeebrugge, Zwankendamme
- Brunehaut V
- Brussel B (nom neerlandès)
- Brussel·les B (en luxemburguès Bréissel, en alemany Brüssel, en anglès Brussels, en castellà Bruselas) vegeu Bruxelles (nom francès) o Brussel (nom neerlandès)
- Bruxelles B (nom francès)
- Buggenhout F
- Bullange A, vegeu Büllingen
- Büllingen A (en francès Bullange)
- Burdinne V
- Burg-Reuland A
  - Alster
- Bütgenbach A (en francès Butgenbach)

## C
- Celles V
- Cerfontaine V
- Chapelle-lez-Herlaimont V
- Charleroi V (en való  Tchålerwè)
- Chastre V
- Châtelet V
- Chaudfontaine V (en való  Tchôfontinne)
  - Vaux-sous-Chèvremont
- Chaumont-Gistoux V (en való  Tchåmont)
- Chièvres V
- Chimay V (en való Chimai)
- Chiny V (en való Tchini)
- Ciney V (en való Cînè)
- Clavier V
- Colfontaine V
- Comblain-au-Pont V (en való  Comblin-å-Pont))
- Comines-Warneton V (en neerlandès Komen-Waasten)
- Courcelles V
- Courtrai F, vegeu Kortrijk
- Court-Saint-Étienne V
- Couvin V
- Coxyde F, vegeu Koksijde
- Crainhem F, vegeu Kraainem
- Crisnée V (en való Crisneye)

## D
- Dalhem V
  - Berneau, Bombaye, Feneur, Mortroux, Neufchâteau, Saint-André, Warsage
- Damme F
  - Hoeke, Lapscheure, Vivenkapelle
- Daverdisse V (en való Dåvdisse)
- Deerlijk F
- Deinze F
  - Astene, Sint-Martens-Leerne
  - Nevele[1]
- De Haan F (en francès Le Coq)
- Denderleeuw F
- Dendermonde F (en francès Termonde)
- Dentergem F
  - Wakken
- De Panne F (en francès La Panne)
- De Pinte F
- Dessel F
- Destelbergen F
- Diepenbeek F
- Diest F
- Diksmuide F (en francès Dixmude)
  - Lampernisse
- Dilbeek F
- Dilsen-Stokkem F
  - Stokkem
- Dinant V
  - Leffe
- Dison V (en való Dizon)
- Dixmude F, vegeu Diksmuide
- Doische V (en való Dweche)
- Donceel V
- Doornik V, vegeu Tournai
- Dour V
- Drogenbos F
- Duffel F
- Durbuy F

## E
- Écaussinnes V
- Edegem F
- Edingen V, vegeu Enghien
- Eeklo F
- Éghezée F (en való Inguezêye)
- Eigenbrakel V, vegeu Braine-l'Alleud
- Ellezelles V (en neerlandès Elzele)
- Elsene B (en francès Ixelles)
- Enghien V (en neerlandès Edingen)
- Engis V (en való Indji)
  - Clermont-sous-Huy
- Érezée V
- Erpe-Mere V
- Erquelinnes V
  - Grand-Reng
- Esneux V (en való Esneu)
- Espierres-Helchin F, vegeu Spiere-Helkijn
- Essen F
- Estaimpuis V (en neerlandès Steenput)
- Estinnes V
- Étalle V
- Etterbeek B
- Eupen A (en francès Néau, en való Neyow)
- Evere B
- Evergem V
  - Sleidinge

## F
- Faimes V
- Farciennes V
- Fauvillers V
- Fernelmont V
- Ferrières V
  - Xhoris
- Fexhe-le-Haut-Clocher V (en való Fexhe-å-Hôt-Clokî]
- Flémalle V (en való Flémåle)
  - Chokier, Flémalle-Grande, Flémalle-Haute, Gleixhe, Les Awirs, Les Cahottes, Ivoz-Ramet, Ramioul i Mons-lez-Liège.
- Fleurus V
- Flobecq V (en neerlandès Vloesberg)
- Floreffe V
- Florennes V
- Florenville V
- Fontaine-l'Évêque V
- Forest B (en neerlandès Vorst)
- Fosses-la-Ville V
- Fourons F, vegeu Voeren
- Frameries V
- Frasnes-lez-Anvaing V
- Froidchapelle V
- Furnes F, vegeu Veurne

## G
- Galmaarden F (en francès Gammerages)
- Gammerages F, vegeu Galmaarden)
- Gand F, vegeu Gant
- Ganshoren B
- Gand F, vegeu Gent
- Gavere F
- Gedinne V
- Geel F
- Geer V (en neerlandès Jeker)
  - Boëlhe, Darion, Hollogne-sur-Geer, Lens-Saint-Servais, Ligney, Omal
- Geetbets F
  - Rummen
- Geldenaken V, vegeu Jodoigne
- Gembloux F (en neerlandès Gembloers)
- Genappe F (en neerlandès Genepiën)
  - Houtain-le-Val, Loupoigne
- Genk F
- Gent F (en francès Gand, en català Gant)
  - Gentbrugge, Mendonk, Moscou, Rodenhuize
- Geraardsbergen F (en francès Grammont)
- Gerpinnes V
- Gesves V
- Gingelom F
- Gistel F
- Glabbeek F
- Gooik F
- Gouvy V (en luxemburguès Gäilech)
- Grâce-Hollogne V (en való Gråce-Hologne)
  - Crotteux
- Grammont F vegeu Geraardsbergen
- Grez-Doiceau V
- Grimbergen F
- Grobbendonk F

## H
- Haacht F
- Haaltert F
- Habay V
- Hal F, vegeu Halle
- Halen F
- Halle F (en francès Hal)
- Ham F
- Hamme F
- Hamoir V (en való Hamwèr)
- Hamois V
- Hamont-Achel F
- Ham-sur-Heure-Nalinnes V
- Hannuit V, vegeu Hannut
- Hannut V (en neerlandès Hannuit)
- Harelbeke F
- Hasselt V
- Hastière V
- Havelange V
  - Verlée
- Hechtel-Eksel F
- Heers F
- Heist-op-den-Berg F
- Hélécine V (en neerlandès Heilissem)
- Hemiksem V
- Hensies V
- Herbeumont V
- Herck-la-Ville F, vegeu Herk-de-Stad
- Herent V
- Herentals F
- Herenthout F
- Herk-de-Stad F (en francès Herck-la-Ville)
- Herne F
- Héron V
- Herselt F
- Herstal V
- Herstappe F
- Herve V
  - Bolland, Julémont
- Herzele F
- Heusden-Zolder F
- Heuvelland F
  - Nieuwkerke
- Hoegaarden F
- Hoei V, vegeu Huy
- Hoeilaart F
- Hoeselt F
- Holsbeek F
- Honnelles V
  - Montignies-sur-Roc
- Hooglede F
- Hoogstraten F
- Horebeke F
- Hotton V
- Houffalize V (en luxemburguès  Haufelescht]
- Houthalen-Helchteren F
- Houthulst F
- Houyet V
- Hove F
- Huldenberg F
- Hulshout F
  - Houtvenne
- Huy V (en való Hu, en neerlandès Hoei)

## I
- Ichtegem F
- Ieper F (en francès i anglès Ypres)
  - Boezinge
- Incourt F
- Ingelmunster F
- Ittre V (en neerlandès Itter)
- Ixelles B (en neerlandès Elsene)
- Izegem F
  - Emelgem

## J
- Jabbeke F
  - Varsenare F
- Jalhay V
- Jemeppe-sur-Sambre V
- Jette B
- Jodoigne V (en neerlandès Geldenaken)
- Juprelle V
- Jurbise V (en neerlandès Jurbeke)

## K
- Kalmthout F
- Kampenhout F
- Kapellen F
- Kapelle-op-den-Bos F
  - Ramsdonk
- Kaprijke F
- Kasteelbrakel V, vegeu Braine-le-Château
- Kasterlee F
- Keerbergen F
- Kelmis A (en francès La Calamine)
  - Neu-Moresnet
- Kinrooi F
- Kluisbergen F
- Knokke-Heist F
- Koekelare F
- Koekelberg B
- Koksijde F (en francès Coxyde)
- Komen-Waasten V, vegeu Comines-Warneton
- Kontich F
- Kortemark F
- Kortenaken F
- Kortenberg F
- Kortessem F
- Kortrijk F (en francès Courtrai)
  - Aalbeke, Heule, Marke
- Kraainem F
- Kruibeke F
  - Bazel, Rupelmonde
- Kruisem F
  - Kruishoutem
  - Zingem
- Kuurne F

## L
- Laakdal F
- Laarne F
- La Bruyère V
- La Calamine A, vegeu Kelmis
- La Hulpe V (en neerlandès Ter Hulpen)
- La Louvière V (en való  El Lovire)
  - Houdeng-Goegnies, Strépy-Bracquegnies
- Lanaken F
- Landen F
- Langemark-Poelkapelle F
- La Panne F, vegeu De Panne
- La Roche-en-Ardenne V
- Lasne V
- Léau F, vegeu Zoutleeuw
- Lebbeke F
- Le Coq F, vegeu De Haan
- Lede F
- Ledegem F
- Léglise V
- Lendelede F
- Lennik F
- Lens V
- Le Rœulx V (en való El Rû))
  - Thieu
- Les Bons Villers V (en való Les Bons Viyés)
- Lessines V (en neerlandès Lessen)
- Leuven F (en francès Louvain, en català i castellà Lovaina, en llatí Lovanium)
- Leuze-en-Hainaut V
- Libin V
- Libramont-Chevigny V
  - Ourt
- Lichtervelde F
- Lîdge V, vegeu Liège
- Liedekerke F
- Liège V (en való Lîdge, en neerlandès Luik, en luxemburguès Lëck, en alemany Lüttich, en català i castellà Lieja, en llatí Leodicum)
  - Chênée, Rocourt, Angleur, Bressoux, Jupille, Glain
- Lievegem F[1]
  - Waarschoot
  - Lovendegem
  - Zomergem
- Lierde F
- Lierneux V
- Lier F (en francès Lierre)
- Lierre F, vegeu Lier
- Lille F
- Limbourg V (en neerlandès Limburg, en való Limbork)
- Lincent V (en neerlandès Lijsem)
- Linkebeek F
- Lint F
- Linter F
- Lobbes V
- Lochristi F
- Lokeren F
- Lommel F
- Londerzeel F
  - Steenhuffel
- Lontzen A
- Looz F, vegeu Borgloon
- Lo-Reninge F
  - Pollinkhove
- Louvain-la-Neuve F, vegeu Ottignies-Louvain-la-Neuve
- Lovaina, vegeu Leuven F i Ottignies-Louvain-la-Neuve V
- Lubbeek F
- Luik V, vegeu Lieja
- Lummen F
- Lüttich V, vegeu Lieja

## M
- Maarkedal F
  - Nukerke
- Maaseik F
- Maasmechelen F
- Machelen F
- Maldegem F
- Malines F, vegeu Mechelen
- Malle F
- Malmedy V
- Manage V
- Manhay V
- Marche-en-Famenne V
- Marchin V
- Martelange V (en luxemburguès Maartel, en való Måtlindje, en alemany Martelingen)
- Mechelen F (en francès i català Malines, en castellà Malinas)
- Meerhout F
- Meise F
- Meix-devant-Virton V
- Melle F
- Menen F (en francès Menin)
  - Rekkem
- Menin F, vegeu Menen
- Merbes-le-Château V
  - Fontaine-Valmont, Labuissière
- Merchtem F
- Merelbeke F
- Merksplas F
- Mesen F (en francès Messines)
- Messancy V (en való Messanceye)
- Messines F, vegeu Mesen
- Mettet V
- Meulebeke F
- Middelkerke F
- Modave V
- Moerbeke F
- Moeskroen V, vegeu Mouscron
  - Dottenijs vegeu Dottignies
- Mol F
- Molenbeek-Saint-Jean B (en neerlandès Sint-Jans-Molenbeek)
- Momignies V
- Mons V (en neerlandès Bergen)
  - Jemappes
- Montaigu-Zichem F, vegeu Scherpenheuvel-Zichem
- Mont-de-l'Enclus V
- Montigny-le-Tilleul V
  - Landelies
- Mont-Saint-Guibert V
- Moorslede F
- Morlanwelz V
- Mortsel F
- Mouscron V (en neerlandès Moeskroen)
  - Dottignies
- Musson V

## N
- Namur V (en való Nameur, en neerlandès Namen)
- Nandrin V
- Nassogne V
- Nazareth F
- Néau A, vegeu Eupen
- Neufchâteau V (en való Li Tchestea)
  - Verlaine, Grandvoir, Tournay
- Neupré V
  - Neuville-en-Condroz
  - Houte-Si-Plou
- Niel F
- Nieuport F, vegeu Nieuwpoort
- Nieuwerkerken F
- Nieuwpoort F (en francès Nieuport en llatí Portus Novus)
- Nijlen F
- Nijvel V, vegeu Nivelles
- Ninove F
- Nivelles F (en való Nivele, en neerlandès Nijvel)

## O
- Oerle V, vegeu Oreye
- Ohey V
- Olen F
- Olne V
- Onhaye V
- Oostende F (en francès Ostende, en anglès Ostend)
  - Raversijde, Zandvoorde
- Oosterzele F
- Oostkamp F
  - Hertsberge, Ruddervoorde, Waardamme
- Oostrozebeke F
- Opwijk F
- Oreye V (en neerlandès Oerle)
- Orp-Jauche V (en való Oû-Djåce, en neerlandès Orp-Jeuk)
- Ostende F, vegeu Oostende
- Ottignies-Louvain-la-Neuve V
- Oudenburg F
  - Plassendale
- Oudergem B (en francès Auderghem)
- Oud-Heverlee F
- Oudsbergen[1] F
  - Meeuwen-Gruitrode
  - Opglabbeek
- Oud-Turnhout F
- Ouffet V
- Oupeye V (en való Oûpêye)
  - Haccourt
- Overijse F

## P
- Paliseul V (en való Palijhoû)
- Pecq V
- Peer F
- Pelt F
  - Neerpelt
  - Overpelt
- Pepingen F
- Pepinster V
  - Tancrémont
- Péruwelz V (en való Perwé-e-Hinnot)
  - Callenelle
- Perwez V (en való Perwé)
- Philippeville V (en való Flipveye)
- Pittem F
- Plombières V (en alemany Bleyberg, en limburguès Blieberg)
  - Moresnet
- Pont-à-Celles V
- Poperinge F
- Profondeville V
- Putte F
- Puurs-Sint-Amands F[1]
  - Puurs
    - Ruisbroek

  - Sint-Amands
    - Lippelo

## Q
- Quaregnon V
- Quévy V
- Quiévrain V

## R
- Raeren G
  - Hauset, Eynatten
- Ramillies V
- Ranst F
- Ravels F
- Rebecq V (en neerlandès Roosbeek)
  - Wisbecq (en neerlandès Wisbeek)
- Remicourt V
- Renaix F, vegeu Ronse
- Rendeux V
- Retie F
- Rhode-Saint-Genèse F, vegeu Sint-Genesius-Rode
- Riemst F
  - Genoelselderen, Membruggen, Lafelt
- Rijkevorsel F
- Rixensart V
- Rochefort
- Roeselare F
- Ronse F (en francès Renaix)
- Roosbeek V, vegeu Rebecq-Rognon
- Roosdaal F
- Rotselaar F
- Roulers F, vegeu Roeselare
- Rouvroy V
- Ruiselede F
- Rumes V
- Rumst F

## S
- Sainte-Ode V
- Saint-Georges-sur-Meuse V (en való Sint-Djôr-so-Mouze)
- Saint-Ghislain V
- Saint-Gilles B (en neerlandès Sint-Gillis-Obbrussel)
- Saint-Hubert V (en való Sint-Houbert)
- Saint-Josse-ten-Noode B (en neerlandès Sint-Joost-ten-Node)
- Saint-Léger V
- Saint-Nicolas V
- Saint-Trond F, vegeu Sint-Truiden
- Saint-Vith A, vegeu Sankt Vith
- Sankt-Vith A (en francès Saint-Vith)
- Sambreville V
- Schaarbeek B (en francès Schaerbeek)
- Schaerbeek B (en neerlandès Schaarbeek)
- Schelle F
- Scherpenheuvel-Zichem F
  - Averbode
  - Zichem
- Schilde F
- Schoten F
- Seneffe V
  - Arquennes
- Seraing V
  - Ougrée
- 's-Gravenbrakel V, vegeu Braine-le-Comte
- Silly F
- Sint-Agatha-Berchem B (en francès Berchem-Sainte-Agathe)
- Sint-Djôr-so-Mouze V, vegeu Saint-Georges-sur-Meuse
- Sint-Genesius-Rode F (en francès Rhode-Saint-Genèse)
- Sint-Gillis-Obbrussel B (en francès Saint-Gilles
- Sint-Gillis-Waas F
  - Sint-Pauwels
- Sint-Jans-Molenbeek B (en francès Molenbeek-Saint-Jean)
- Sint-Joost-ten-Node B (en francès Saint-Josse-ten-Noode)
- Sint-Niklaas F (en francès Saint-Nicolas-Waes)
- Sint-Lambrechts-Woluwe B (en francès Woluwe-Saint-Lambert)
- Sint-Laureins F
- Sint-Lievens-Houtem F
- Sint-Kathelijne-Waver F
- Sint-Martens-Latem F
- Sint-Pieters-Leeuw F
  - Ruisbroek
- Sint-Pieters-Woluwe B (en francès Woluwe-Saint-Pierre)
- Sint-Truiden F (en francès Saint-Trond)
  - Brustem
- Sivry-Rance V
- Soignies V (en neerlandès Zinnik)
  - Naast
- Sombreffe V (en való Sombrefe)
- Somme-Leuze V
- Soumagne V
- Spa V (en való Spå)
- Spiere-Helkijn F (en francès: Espierres-Helchin)
  - Spiere
- Sprimont V
- Stabroek F
- Staden F
  - Oostnieuwkerke
- Stavelot V (en való Ståvleu, en alemany Stablo)
- Steenokkerzeel F
- Stekene F
  - Kemzeke
- Stoumont V

## T
- Tamise F, vegeu Temse
- Tellin V (en való Telin)
- Temse F (en francès Tamise)
- Tenneville V
- Termonde F, vegeu Dendermonde
- Ternat F
- Tervuren F
- Tessenderlo F
- Theux V (en való Teu)
- Thimister-Clermont V (en való Timister)
- Thuin V
- Tielt F
- Tielt-Winge F
- Tienen F
- Tinlot V
- Tintigny V
- Tirlemont F, vegeu Tienen
- Tongeren F (en francès Tongres, en llatí Atuatuca Tungrorum)
  - Berg, Ketsingen, Piringen, Widooie
- Tongres F, vegeu Tongeren
- Torhout F
- Tournai V (en neerlandès Doornik, en alemany Dornick)
- Tremelo F
- Trois-Ponts V (en való Troepont)
- Trooz V (en való Li Trô)
- Tubize V (en neerlandès Tubeke)
- Turnhout F

## U
- Uccle B (en neerlandès Ukkel)
- Ukkel B (en francès Uccle)

## V
- Vaux-sur-Sûre V (en való Li Vå-so-Seur)
- Verlaine (en való Verlinne) V
- Verviers V (en való Vervî)
- Veurne F (en francès Furnes)
  - Houtem
- Vielsalm V (en való Li Viye Såm)
- Villers-la-Ville V
  - Tilly
  - Sart-Dames-Avelines
- Villers-le-Bouillet V
  - Warnant-Dreye
- Vilvoorde F (en francès Vilvorde)
- Viroinval V (en való Virwinvå)
- Virton V
- Visé V (en neerlandès Wezet)
  - Lanaye, Lixhe, Richelle, Argenteau, Cheratte, Haccourt
- Vleteren F
- Vloesberg vegeu Flobecq
- Voeren F (en francès Fourons)
  - Moelingen, Sint-Martens-Voeren, Sint-Pieters-Voeren, 's-Gravenvoeren, Teuven, Remersdaal
- Vorselaar F
- Vosselaar F
- Vorst B (en francès Forest)
- Vresse-sur-Semois V (en való Vresse)

## W
- Waasmunster F
- Wachtebeke F
- Waimes V (en neerlandès Weismes)
- Walcourt V
- Walhain V
- Wanze V
- Waregem F
  - Beveren-Leie
- Waremme V (en való Wareme, en neerlandès Borgworm)
- Wasseiges V
- Waterloo V (en való Waterlô)
- Watermaal-Bosvoorde B (en francès Watermael-Boitsfort)
- Watermael-Boitsfort B (en neerlandès Watermaal-Bosvoorde)
- Wavre V (en neerlandès Waver, en való  Wåve)
- Wavre-Sainte-Catherine F, vegeu Sint-Kathelijne-Waver
- Weismes V, vegeu Waimes
- Welkenraedt V
  - Henri-Chapelle
- Wellen F
- Wellin V (en való Welin)
- Wemmel F
- Wervik F
- Westerlo F
- Wetteren F
- Wevelgem F
- Wezembeek-Oppem F
- Wezet V, vegeu Visé
  - Lieze, Ternaaien, Richelle, Argenteau, Cheratte
- Wichelen F
- Wielsbeke F
- Wijnegem F
- Willebroek F
- Wingene F
- Woluwe-Saint-Lambert B (en neerlandès Sint-Lambrechts-Woluwe)
- Woluwe-Saint-Pierre B (en neerlandès Sint-Pieters-Woluwe)
- Wommelgem F
- Wortegem-Petegem F
- Wuustwezel F

## Y
- Ypres F, vegeu Ieper
- Yvoir V (en való Uwar)

## Z
- Zandhoven F
- Zaventem F
- Zedelgem F
  - Loppem
- Zele F
- Zelzate F
- Zemst F
- Zoersel F
- Zonhoven F
- Zonnebeke F
  - Beselare, Geluveld, Passendale, Zandvoorde
- Zottegem F
- Zoutleeuw F (en francès Léau)
  - Budingen
- Zuienkerke F
  - Houtave, Meetkerke, Nieuwmunster
- Zulte F
- Zutendaal F
- Zwalm F
  - Paulatem, Sint-Maria-Latem
- Zwevegem F
- Zwijndrecht F